# Le Telecomunicazioni del Sud
Le Telecomunicazioni del Sud, nota anche con la sigla di LTS, è stata un'azienda di telefonia fissa di Palermo. L'azienda è stata fondata nel 2000 da una cordata di imprenditori, con l'intento di allargarsi sul territorio regionale prima e di espendarsi a quello nazionale poi.
Nel novembre del 2002, dopo dei problemi economici causati da un management e da una proprietà di dubbia provenienza, l'azienda chiuse definitivamente a seguito di denunce e arresti effettuati in quel periodo. Conseguentemente, rimasero centinaia di persone senza lavoro.